# Luisa García Toro
Luisa García Toro (Sevilla, 6 de septiembre de 1993) es una exjugadora de balonmano y  balonmano playa, campeona del Mundo de balonmano playa con España.

## Trayectoria
Nacida en Huelva, se ha criado en Montequinto, con el que empezó a jugar al balonmano, en el Balonmano Montequinto.
Compitió con la selección española juvenil y junior, con la que jugó 16 partidos y anotó 28 goles, participando en un campeonato mundial y dos campeonatos de Europa Junior,donde coincidió con Paula García, Teresa Álvarez, Lara González, Alicia Fernández, Africa Sempere,... en aquella generación espectacular que fue la base de las Guerreras. Sin embargo, sus mayores éxitos vinieron con las Guerreras Arenas, con las que disputó 113 partidos y anotó 76 goles, destacando, sobre todo como defensora.
Fue jugadora del Parc Sagunt en su primeros años como profesional, junto a Cristina Mayo, Verónica Cuadrado, Zornita Koleva, Bea Escribano, Milica Danilovic,... participando en competiciones europeas (Recopa de Europa y EHF European Cup entre 2010 y 2012) Estuvo a punto de fichar, en 2013, por el Costa del Sol Málaga, pero se volvió a Sevilla, a jugar con el Solucar. Dejó de jugar en pista para centrarse en el balonmano playa.

### Balonmano Playa
Participó en las competiciones nacionales con el Balonmano Dos Hermanas, con el que compitió en el Campeonato de Europa (Dinamarca 2013).  También vistió los colores del, Cubas Llopis Bm Playa Sevilla, AM Team Almería y el BM Playa Algeciras (las dos localizaciones del CATS, CATS Almería y CATS Algeciras), con los que consiguió hasta 7 campeonatos de España, 5 Copas de España, 2 Champions, 3 EBT Finals y 1 circuito brasileño de balonmano playa.
Pero, sin duda, su mayores éxitos han venido con las Guerreras de la Arena, con las que ha conseguido el Campeonato del Mundo de 2016ante la selección brasileña, la plata en el 2022 y 2 medallas de bronce en el Campeonato de Europa (2017, 2021).
En 2023 no participó en el Mundial por un problema médico en la concentración previa al Campeonato del Mundo y anunció su retirada antes de empezar la temporada de playa del 2024, a los 30 años.

## Vida
Los últimos años de su carrera deportiva los compaginó con la dirección de su clínica de fisioterapia homónima, situada en Montequinto, a la que se dedica profesionalmente.

## Títulos y galardones

### Títulos

#### Selección española
- 1 x  Campeonato del Mundo (2016)[12]
- 1 x  Campeonato del Mundo (2022)[13]
- 1 x  World Games 2017[14]
- 2 x  Campeonato de Europa (2017, 2021)

#### Clubes
- 7 x Campeona de España de Balonmano Playa [15]
- 5 x Copa de España de Balonmano Playa
- 2 x  Champions Cup (2017 y 2019)[16]
- 1 x  Champions Cup (2021)[17]
- 3 x  EBT Finals (2017, 2019 y 2021)[18][16]
- 2 x  EBT Finals[17]
- 1 x Circuito Brasil (2015)[19]

### Galardones individuales
- Mejor deportista femenina de Montequinto (2016)[5]
- Mejor defensora del Mundo (2016)[12]
- Mejor defensora de Europa (2021)
- Equipo ideal del Campeonato del Mundo (2016)[9]

### En internet
- Cuenta en instagram @lgtoro15

- Datos: Q126416640